# Koplin (Choszczno)
Koplin (deutsch Kopplinsthal) ist ein Dorf im Verwaltungsbezirk Gmina Choszczno der polnischen Woiwodschaft Westpommern.

## Geographische Lage
Koplin liegt in der Neumark, etwa drei Kilometer südwestlich der Stadt Choszczno (Arnswalde) und 61 Kilometer südöstlich der regionalen Metropole Stettin (Szczecin).

## Geschichte
Kopplinsthal war ursprünglich ein Gut. Im 19. Jahrhundert befand es sich in Privatbesitz.
Die Region wurde nach Ende des Zweiten Weltkriegs unter polnische Verwaltung gestellt.